# Lou Albert-Lasard
Lou Albert-Lasard (n. 10 noiembrie 1885, Metz, Imperiul German – d. 21 iulie 1969, Paris, Franța)  a fost o pictoriță expresionistă franceză.
S-a născut în 1885 la Metz (pe atunci parte a Germaniei) într-o familie de bancheri evrei. Din 1908 până în 1914, a studiat arta la München, unde a locuit împreună cu sora ei, Ilse Heller-Lazard⁠(d), și apoi la Paris. În 1909, s-a căsătorit cu Eugene Albert, un chimist cu 30 de ani mai mare decât ea, (1856–1929) cu care a avut o fiică, Ingo de Croux-Albert (1911–1997). Despărțindu-se de soțul ei, a studiat cu artistul Fernand Léger. De asemenea, a avut legături cu revista belgiană de avangardă „Het Overzicht⁠(d)”, care a fost regizat de Michel Seuphor⁠(d) și Jozef Peeters⁠(d).
În 1914–1916, pe când era încă căsătorită legal, a avut o aventură cu poetul de limbă germană Rainer Maria Rilke. A locuit cu Rilke din 1914 până în 1916 la Viena și a făcut parte dintr-un cerc de artiști care includea, printre alții, Romain Rolland, Stefan Zweig, Paul Klee și Oskar Kokoschka. După ce s-a despărțit de Rilke, a locuit în Elveția.
După 12 ani în Elveția, s-a mutat la Berlin și s-a alăturat unui grup de artiști de avangardă cunoscut sub numele de Novembergruppe. Munca ei a constat în principal din desene și gravuri ale prietenilor ei. În 1928, s-a întors la Paris și a făcut parte din societatea de artă Montparnasse. S-a împrietenit cu Henri Matisse, Alberto Giacometti și Robert Delaunay.
A călătorit cu fiica ei în Africa de Nord, India, Tibet, Cambodgia și alte țări. Desene și acuarele din aceste călătorii au fost prezentate în 1939.
În mai 1940, ea și fiica ei au fost internate la Gurs, în sud-vestul Franței, dar ulterior au fost eliberate. În timp ce era închisă, a pictat și desenat portrete ale colegilor prizonieri și scene de lagăr. Câteva dintre lucrările ei semnate realizate la Gurs (semnate „Mabull” care în argoul francez înseamnă nebun) sunt incluse în colecția de artă a lui Beit Lohamei Haghetaot (Muzeul Casa Luptătorilor din Ghetto).
După eliberare, s-a întors la Paris și a reușit să scape de raidurile germane și franceze ascunzându-se, temându-se de denunț. La 50 de ani, a călătorit din nou cu fiica ei, adesea într-o casă mobilă, pictându-și experiențele prin acuarelă și litografie.